# Michael Scott (författare)
Michael Peter Scott, även känd under pseudonymen Anna Dillon, född 28 september 1959 i Dublin, är en irländsk författare som är mest känd för fantasyserien The Secrets of the Immortal Nicholas Flamel. Den omfattar sex böcker och handlar om tvillingarna Sophie och Josh Newman som dras in i ett äventyr med alkemisten Nicolas Flamel. En filmatisering baserad på den första boken planeras av det australiska bolaget AMPCO Films.